# März 2008
Portal Geschichte | Portal Biografien | Aktuelle Ereignisse | Jahreskalender | Tagesartikel

◄ |
20. Jahrhundert |
21. Jahrhundert

◄ |
1970er |
1980er |
1990er |
2000er
| 2010er | 2020er | 2030er | ►

◄ |
2004 |
2005 |
2006 |
2007 |
2008
| 2009 | 2010 | 2011 | 2012 | ►

◄ |
Dezember 2007 |
Januar 2008 |
Februar 2008 |
März 2008 |
April 2008 |
Mai 2008 |
Juni 2008 |
►
Dieser Artikel behandelt tagesbezogene Nachrichten und Ereignisse im März 2008.

## Tagesgeschehen

### Samstag, 1. März 2008
- Baden-Württemberg/Deutschland: In sechs Städten, darunter Stuttgart und Mannheim, wird ein Fahrverbot für Kraftfahrzeuge (Kfz) eingeführt, die nicht die Auflagen der Verordnung zur Kennzeichnung der Kfz mit geringem Beitrag zur Schadstoffbelastung erfüllen. Die Zahl der innerstädtischen Umweltzonen in Deutschland steigt von drei auf neun.[1]
- Europa: Orkan Emma fordert mindestens 14 Tote, davon fünf in Deutschland durch umgestürzte Bäume oder Unfälle. Der Wind erreicht in der Spitze eine Geschwindigkeit von 222 km/h auf dem Wendelstein in den Bayerischen Voralpen. Bei einem Landemanöver des Airbus 320 „Suhl“ auf dem Flughafen Hamburg kommt es zu einem Beinahe-Crash, bei dem alle 131 Passagiere unverletzt bleiben.[2][3]

### Sonntag, 2. März 2008

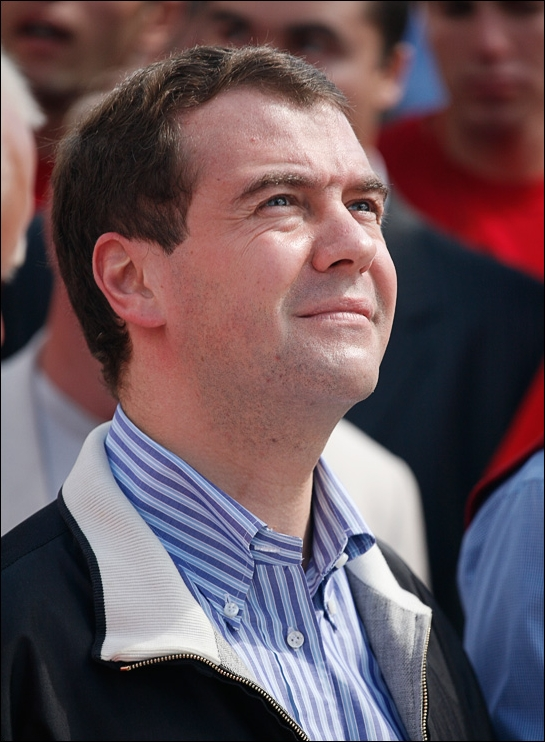
Dmitri Medwedew

- Moskau/Russland: Die Präsidentschaftswahl gewinnt mit knapp 70 % der Stimmen der stellvertretende Ministerpräsident von Russland Dmitri Medwedew von der Partei Einiges Russland.[4]

### Montag, 3. März 2008
- Quito/Ecuador: Die verbündeten Regierungschefs Rafael Correa aus Ecuador und Hugo Chávez aus Venezuela lassen nach einer Grenzverletzung kolumbianischer Militärangehöriger die Truppen an den Landesgrenzen zu Kolumbien mobilmachen.[5]
- Wolfsburg/Deutschland: Das deutsche Unternehmen VW übernimmt die Mehrheit an dem schwedischen Unternehmen Scania.[6]

### Dienstag, 4. März 2008
- Berlin/Deutschland: Nach dem Wehrbericht des Wehrbeauftragten sind Soldaten der Bundeswehr u. a. zu dick und sie rauchen zu viel Tabak.[7]
- New York/Vereinigte Staaten: Der Sicherheitsrat der UNO verabschiedet eine dritte Sanktionsresolution gegen den Iran aufgrund dessen Atompolitik.[8]

### Mittwoch, 5. März 2008

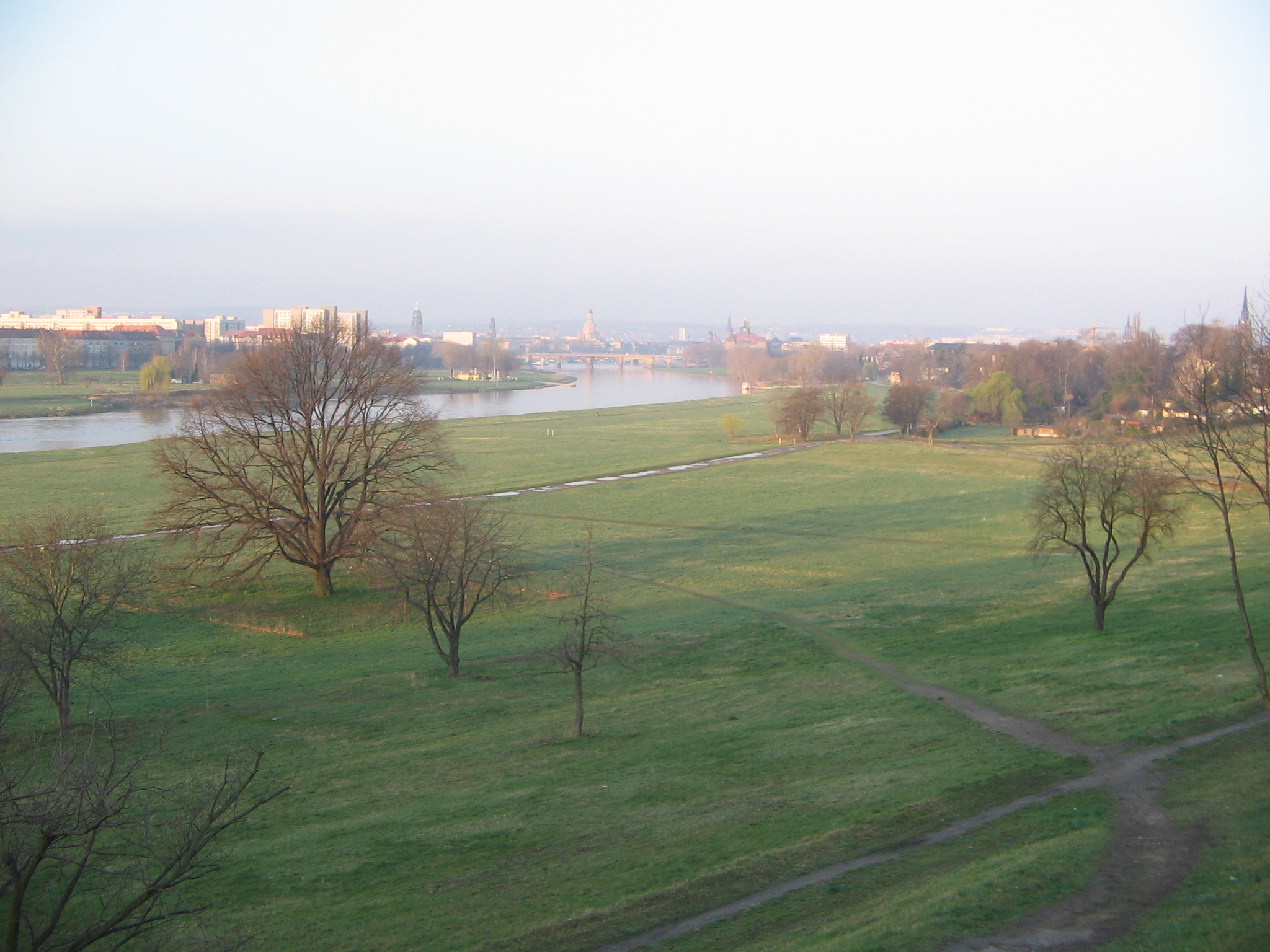
Dresdner Elbtal

- Paris/Frankreich: Die Organisation der Vereinten Nationen für Erziehung, Wissenschaft und Kultur erneuert ihre Ankündigung, dem Dresdner Elbtal in Sachsen die Anerkennung als Welterbe zu entziehen, sollte wie geplant eine weitere Brücke über die Elbe gebaut werden. Der Dresdner Brückenstreit spitzt sich zu. Erst im Januar wurde unter großer Anteilnahme eine Rotbuche gefällt, die auf der Trasse zur Brücke wuchs.[9]
- Saarbrücken/Deutschland: Mit den Stimmen der CDU, der FDP und den Grünen wurde im saarländischen Landtag das Ende des Bergbaus im Saarland beschlossen.[10]
- Vereinigte Staaten: Nach den Vorwahlen in vier Bundesstaaten ist John McCain der designierte Kandidat der Republikanischen Partei für die Präsidentschaftswahl. Er gewinnt alle vier Vorwahlen deutlich. Bei der Demokratischen Partei ist das Rennen weiter offen: Hillary Clinton gewann in den wichtigen Bundesstaaten Ohio und Texas sowie Rhode Island, Barack Obama lediglich in Vermont.[11]

### Donnerstag, 6. März 2008
- Bonn/Deutschland: Der Antrag auf Indizierung des Kinderbuchs Wo bitte geht’s zu Gott? fragte das kleine Ferkel als jugendgefährdende Schrift wird von der Bundesprüfstelle für jugendgefährdende Medien abgelehnt.
- Hamburg/Deutschland: Mit dem Lied Disappear gewinnen die No Angels die deutsche Vorentscheidung zum Eurovision Song Contest.
- Schimal Sina/Ägypten: Die ägyptische Regierung baut eine Mauer an der Grenze zum Palästinensischen Autonomiegebiet Gazastreifen.[12]

### Freitag, 7. März 2008
- Hamburg/Deutschland: Die CDU und die Grünen einigen sich auf Koalitionsgespräche für eine gemeinsame Landesregierung im Bundesland Hamburg.[13]
- Zwickau/Deutschland: Ein ehemaliger Stasimitarbeiter (IM „Schubert“) erwirkt vor dem Landgericht Zwickau eine einstweilige Verfügung gegen die Ausstellung „Christliches Handeln in der DDR“, die daraufhin vorübergehend geschlossen werden muss.[14]

### Samstag, 8. März 2008
- Berlin/Deutschland: Die FDP bereitet einen strategischen Kurswechsel vor. Zukünftig sollen Koalitionsaussagen nur auf Gegenseitigkeit beschlossen werden.[15]
- Cheyenne/Vereinigte Staaten: Barack Obama gewinnt die parteiinternen Abstimmungen der Demokratischen Partei im Bundesstaat Wyoming.[16]
- Kuala Lumpur/Malaysia: Die Parlamentswahlen in Malaysia 2008 finden statt. Dabei kommt es zu Auseinandersetzungen zwischen der Polizei und Anhängern der Opposition. Die seit mehr als 50 Jahren regierende Koalition Nationale Front gilt zwar als Siegerin der Wahl, büßt allerdings ihre Zweidrittelmehrheit der Abgeordnetensitze ein, die für Änderungen in der Verfassung des Landes notwendig ist.[17][18]
- Münster/Deutschland: Nach 28 Jahren Amtszeit wird Reinhard Lettmann, Bischof von Münster, offiziell verabschiedet. Die Emeritierung erfolgt mit Ablauf des 28. März.
- Valletta/Malta: Die Parlamentswahl in Malta 2008 findet statt.

### Sonntag, 9. März 2008
- Kourou/Französisch-Guayana: Das Automated Transfer Vehicle Jules Verne startet zur ISS.
- Madrid/Spanien: Die Parlamentswahlen in Spanien finden statt. Die Sozialisten unter José Luis Rodríguez Zapatero gewinnen die Wahlen.[19]
- St. Pölten/Österreich: Die Landtagswahl in Niederösterreich 2008 findet statt.

### Montag, 10. März 2008

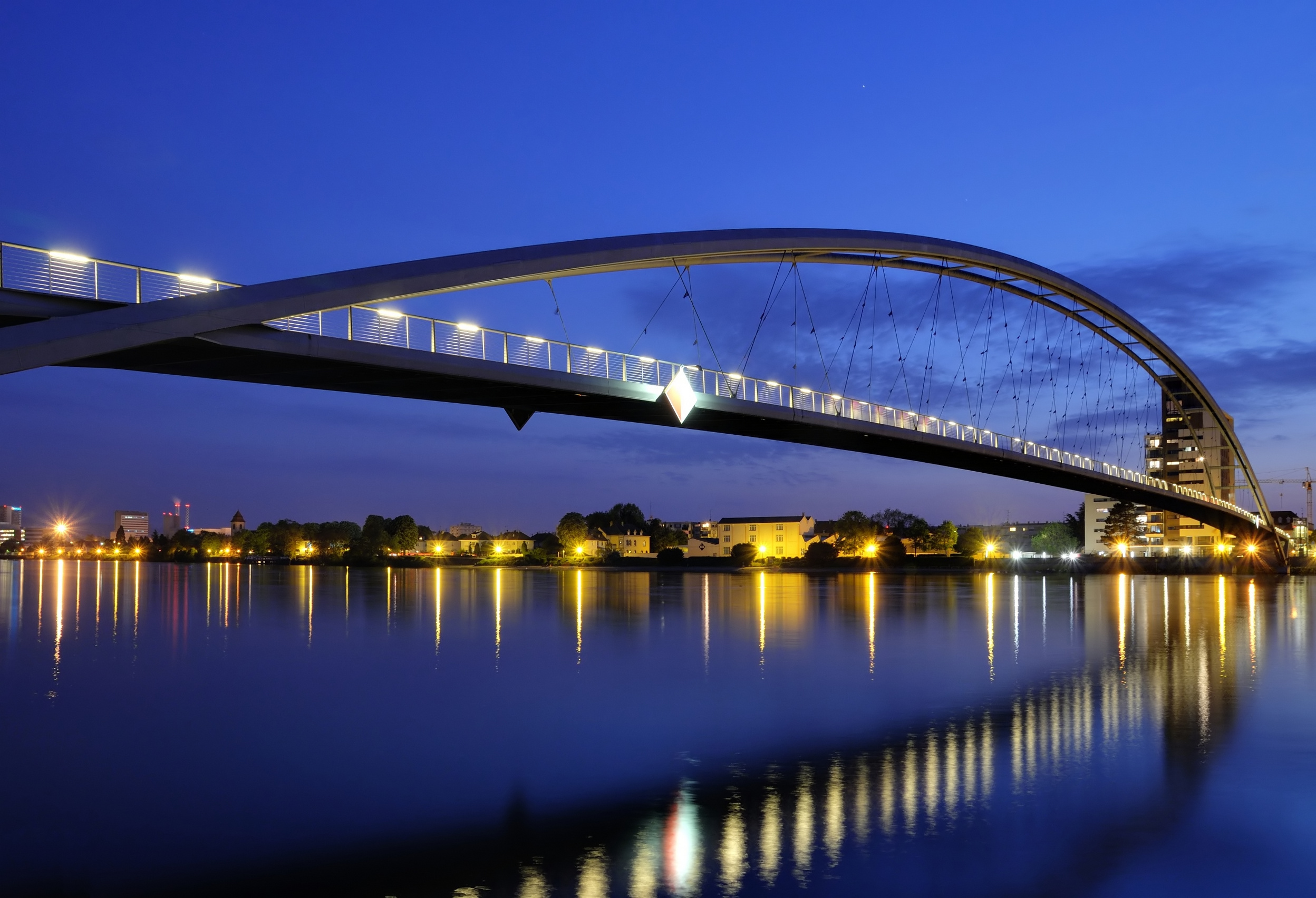
Dreiländerbrücke

- Berlin/Deutschland: Der Beschluss der SPD, auf Länderebene den Landesregierungen freie Koalitionswahl und eine Zusammenarbeit mit der Linkspartei zu ermöglichen, bleibt bestehen.[20]
- Dresden/Deutschland: Mit dem Deutschen Brückenbaupreis werden in der Kategorie Straßen- und Eisenbahnbrücken die Humboldthafenbrücke in Berlin und in der Kategorie Fußgänger- und Radwegbrücken die Dreiländerbrücke bei Weil am Rhein ausgezeichnet.[21]

### Dienstag, 11. März 2008

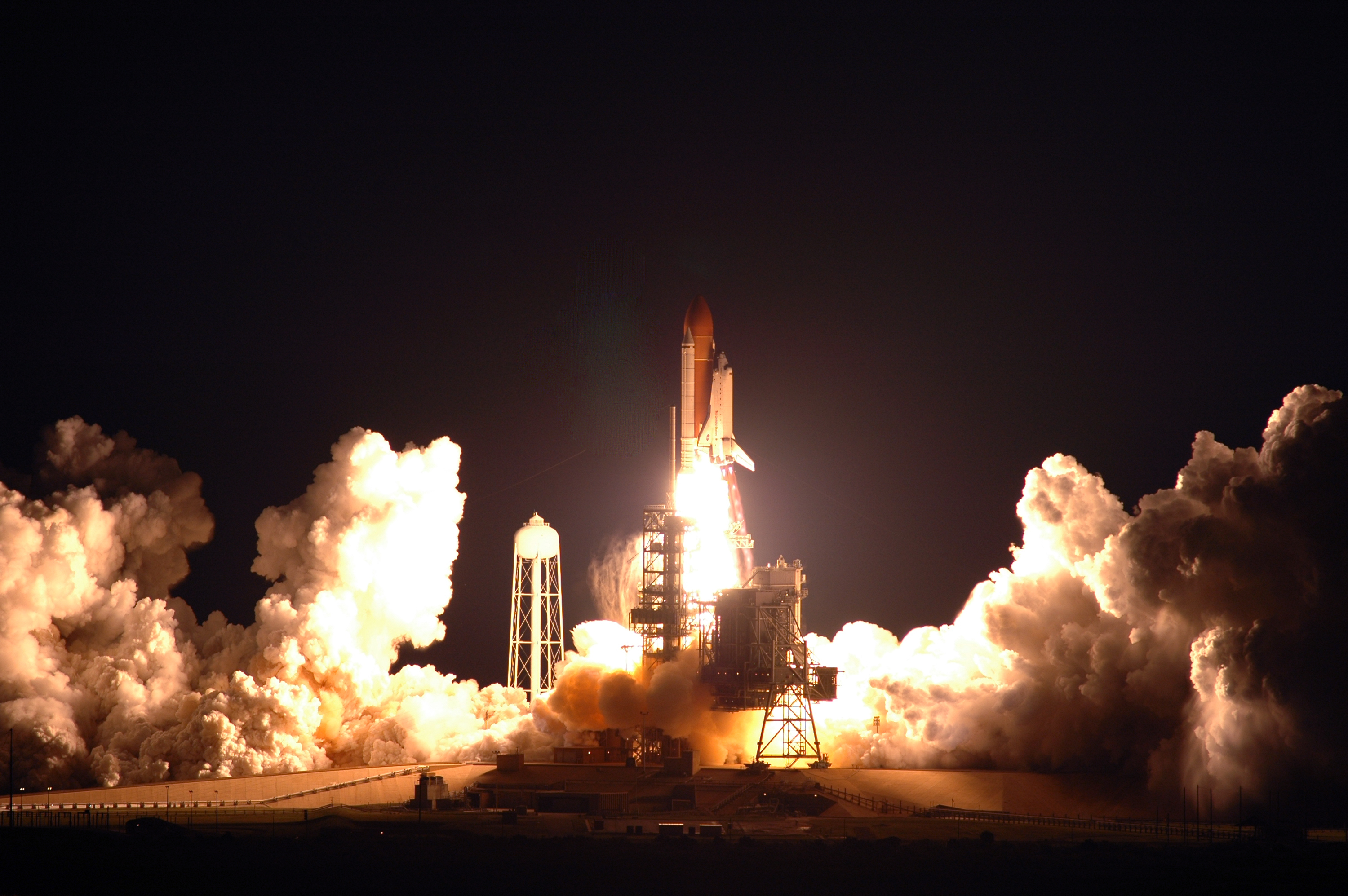
Raumfähre Endeavour

- Cape Canaveral/Vereinigte Staaten: Die US-Raumfähre Endeavour startet um 7.28 Uhr MEZ zur Mission STS-123 zur ISS.[22]
- Karlsruhe/Deutschland: Das Bundesverfassungsgericht erklärt das hessische und schleswig-holsteinische Gesetz zur automatisierten Kennzeichenerfassung für nichtig.[23]

### Mittwoch, 12. März 2008
- Leipzig/Deutschland: Das Bundesverwaltungsgericht weist im Zusammenhang mit der Verlängerung der Bundesautobahn 44 in östliche Richtung eine Klage von Naturschützern ab. Der Bund für Umwelt und Naturschutz Deutschland wollte den Baubeginn am Teilstück zwischen Hessisch Lichtenau-West und Hessisch Lichtenau-Mitte verhindern. Damit wäre der Gesamtnutzen der Autobahn zwischen Dortmund/Unna und Herleshausen gesunken, was nach Ansicht des Gerichts nicht im öffentlichen Interesse liegt.[24]
- Leipzig/Deutschland: Die Leipziger Buchmesse wird eröffnet.

### Donnerstag, 13. März 2008
- Brüssel/Belgien: Nach einer Vorlage von Frankreichs Präsident Nicolas Sarkozy und Bundeskanzlerin Angela Merkel kommt es zu einer Einigung, eine Mittelmeerunion zu gründen, in der alle EU-Staaten sowie die afrikanischen und im Nahen Osten gelegenen Anrainerstaaten des Mittelmeers Mitglieder sind.[25]
- München/Deutschland: Der Große Senat des Bundesfinanzhofs kippt den Verlustausgleich für Erben.
- New York/Vereinigte Staaten: Der Goldpreis erreicht an der New York Mercantile Exchange (NYMEX) ein Rekordhoch. Erstmals in der Geschichte müssen für eine Feinunze (31,1 Gramm) Gold 1000 US-Dollar gezahlt werden.[26]
- Orbit: Space Shuttle Endeavour dockt im Rahmen der Mission STS-123 an die Internationale Raumstation ISS an.

### Freitag, 14. März 2008

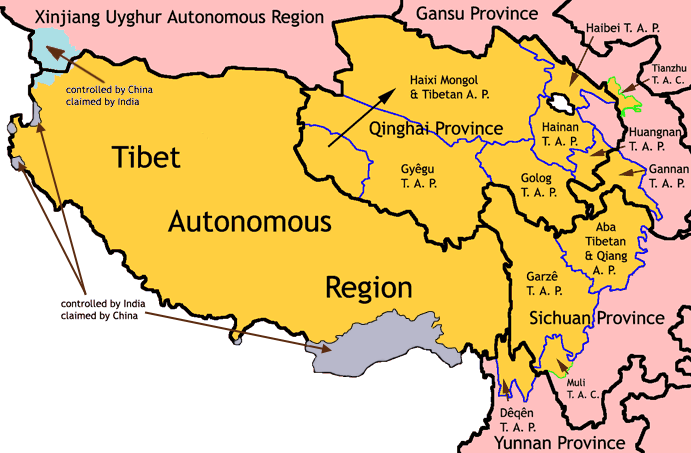
Tibet, China

- Lhasa/China: Bei Aufständen gegen die Volksbefreiungsarmee sterben in der tibetischen Hauptstadt Lhasa nach offiziellen Angaben 19 Menschen, mehr als 600 werden verletzt. Exiltibeter gehen von rund 100 Toten, auch in anderen Orten, aus.[27]
- Teheran/Iran: Die Parlamentswahl findet statt.

### Samstag, 15. März 2008
- Gërdec/Albanien: Im Munitionslager Gërdec bei Vora rund 15 Kilometer westlich von Tirana sind bei einer Explosion 26 Menschen ums Leben gekommen und etwa 300 verletzt worden. Hunderte von Gebäuden wurden zerstört, die weitere Umgebung ist mit Splittern und Blindgängern übersät (Explosionskatastrophe von Gërdec).[28][29][30]
- New York/Vereinigte Staaten: Beim Einsturz eines Baukrans in einer belebten Gegend im Stadtteil Manhattan sterben sieben Menschen. Der etwa 90 Meter hohe Kran fällt mit voller Wucht auf mehrere Wohnhäuser.[31]

### Montag, 17. März 2008
- London/Vereinigtes Königreich: Paul McCartney muss eine Scheidungsabfindung von 25 Millionen Pfund (umgerechnet 32 Millionen Euro) an Heather Mills zahlen.[32]

### Dienstag, 18. März 2008
- Jerusalem/Israel: Angela Merkel hält vor der Knesset als erster ausländischer Regierungschef eine Rede. Sie bekannte sich zur Verteidigung der Sicherheit Israels und ruft Israelis und Palästinenser zu „schmerzlichen Zugeständnissen“ auf, um Frieden im Nahen Osten zu schaffen.[33]
- Ürümqi/China: Nach Angaben der Zeitung The New York Times hinterlässt eine uigurische Frau einen Sprengsatz in einem Linienbus und verlässt das Fahrzeug, bevor der Sprengsatz detoniert. Die Aktion gilt als Protest der Uiguren gegen die politische Herrschaft der Han-Chinesen im Gebiet Xinjiang.[34]

### Mittwoch, 19. März 2008
- Indien: Der in die Kritik geratene Dalai Lama trifft sich mit Führern von Exil-Tibetern zu Gesprächen, in denen er seine langfristigen Überlegungen darlegt. Das Oberhaupt der Tibeter droht mit Rücktritt, falls die Gewalt nicht beendet wird. Strittig ist auch die Haltung zu den Olympischen Sommerspielen in Peking. Auch Papst Benedikt XVI. ruft zum Ende der Gewalt auf. Nach exiltibetischen Angaben starben bei den Protesten bisher mindestens 140 Menschen.[35]

### Donnerstag, 20. März 2008
- Brüssel/Belgien: Nach langen Bemühungen um eine Regierungsbildung wird Yves Leterme als neuer Premierminister vereidigt.[36]
- Der Dalai Lama bietet der chinesischen Regierung zur Entschärfung des Konfliktes in Tibet Gespräche ohne Vorbedingungen an.

### Samstag, 22. März 2008

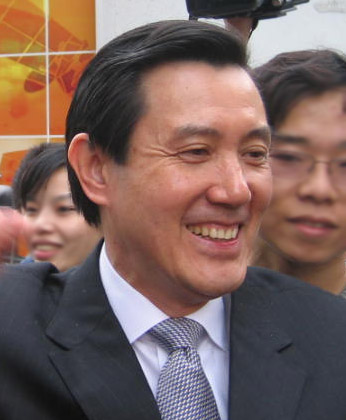
Ma Ying-jeou, der Gewinner der Wahlen auf Taiwan

- Brüssel/Belgien: Vor dem NATO-Hauptquartier werden rund 100 Demonstranten bei Friedensprotesten von der Polizei festgenommen.[37]
- Taipeh/Taiwan: Bei der Präsidentschaftswahl erhält Ma Ying-jeou, Kandidat der oppositionellen Kuomintang, 7,6 Millionen Stimmen (58,45 %) und liegt deutlich vor Frank Hsieh von der Demokratischen Fortschrittspartei.[38]

### Sonntag, 23. März 2008
- Diesen zweitfrühesten Ostertermin gab es zuletzt 1913, das nächste Mal wird 2160 sein. Der noch frühere 22. März ist erst im Jahr 2285 wieder Ostersonntag.
- Irak, Washington, D.C./Vereinigte Staaten: Bei Kampfhandlungen im Krieg im Irak sterben in Mossul, in Bagdad und an anderen Orten erneut über 50 Menschen. Unter anderem wird die Grüne Zone in Bagdad beschossen. Seit 2003 kostete der Krieg nach Angaben der Streitkräfte der Vereinigten Staaten 4.000 US-Soldaten das Leben.[39][40]

### Montag, 24. März 2008
- Olympia/Griechenland: Mit der Entzündung der olympischen Fackel startet der olympische Fackellauf zu den Olympischen Spielen in Peking. Dabei hält ein Mann eine Fahne in die Kamera, die die olympischen Ringe als Handschellen darstellt. 3 Franzosen, die der Organisation Reporter ohne Grenzen angehören sollen, werden festgenommen. Jacques Rogge lehnt unterdessen einen Boykott der Spiele ab.[41]
- Thimphu/Bhutan: Bei der ersten Parlamentswahl in der Geschichte Bhutans erringen die Royalisten 44 der 47 Mandate in der Nationalversammlung.[42]

### Dienstag, 25. März 2008
- Anjouan/Komoren: Das Militär des Inselstaates Komoren besetzt die Insel Anjouan.[43]

### Mittwoch, 26. März 2008
- London/Vereinigtes Königreich: Der indische Kraftfahrzeughersteller Tata Motors übernimmt die Marken Jaguar und Land Rover.[44]
- Neckarsulm/Deutschland: Das deutsche Unternehmen Lidl gerät in einen Abhörskandal seiner Mitarbeiter.[45]

### Donnerstag, 27. März 2008
- München/Deutschland: Das Transrapidprojekt für ein Einschienenbahn-Verkehrsnetz in der Planungsregion München wird aus Kostengründen eingestellt.[46]

### Freitag, 28. März 2008
- Deutschland, Jemen: Der Investitionsschutzvertrag zwischen beiden Staaten tritt in Kraft.[47]
- Sydney/Australien: Der australische Schwimmer Eamon Sullivan schwimmt die 50-Meter-Freistilstrecke in Weltrekordzeit von 21,28 s.[48]

### Samstag, 29. März 2008
- Harare/Simbabwe: Die Präsidentschafts-, Parlaments- und Regionalwahlen finden statt.

### Montag, 31. März 2008
- Mitteleuropa, Südosteuropa: Die Grenzkontrollen für Staatsbürger von Mitgliedstaaten der Europäischen Union werden an vielen mittel- und südosteuropäischen Flughäfen abgeschafft.
- St. Louis/Vereinigte Staaten: Der Saatguthersteller Monsanto mit der Unterabteilung Seminis übernimmt die niederländische Saatzuchtfirma De Ruiter Seeds für circa 855 Millionen US-Dollar.

## Weblinks

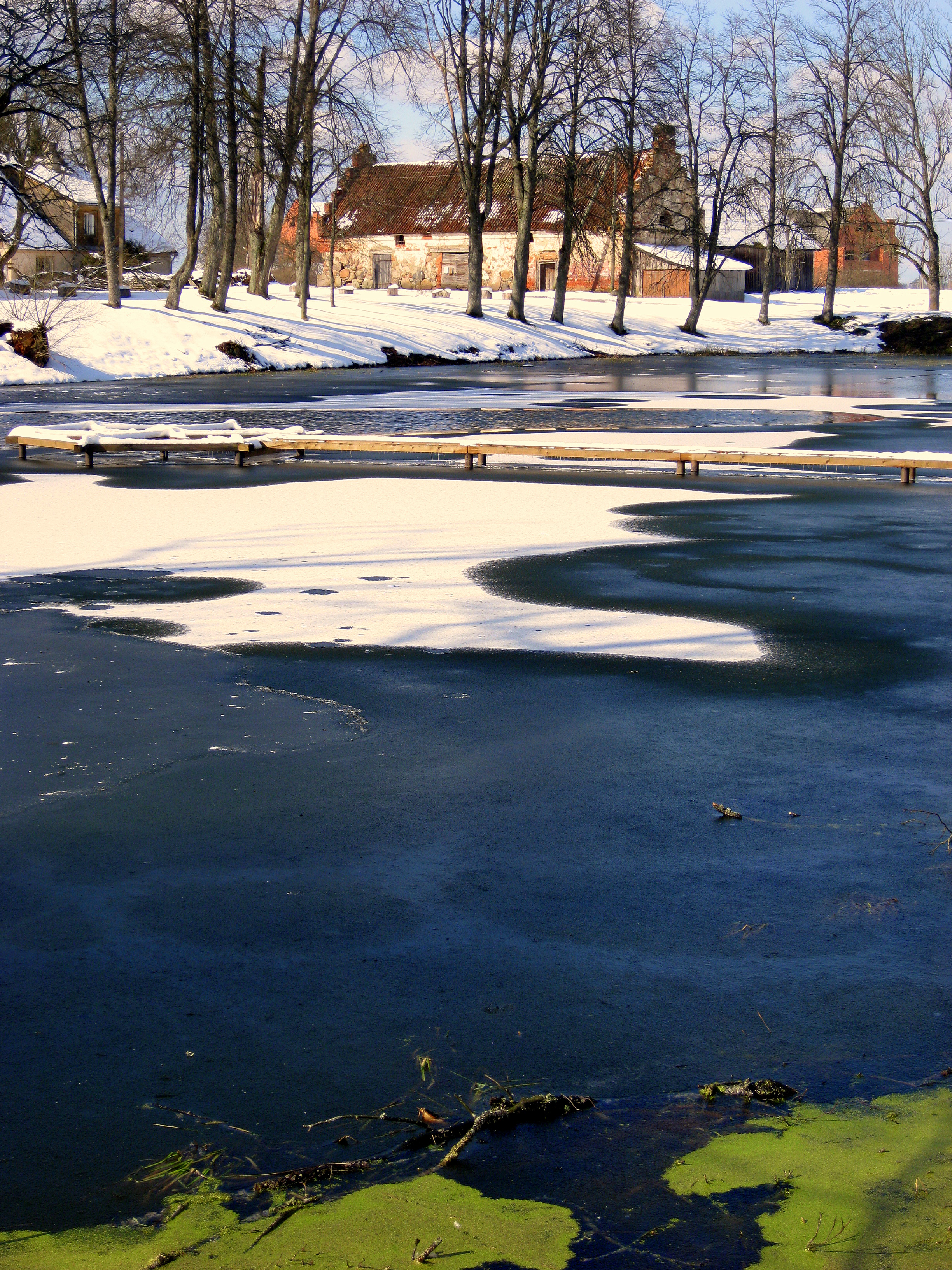
Lettland im März 2008